# Campeonato Panamericano de Balonmano Junior Femenino de 2016
El XI Campeonato Panamericano de Balonmano Junior Femenino se celebró en Foz do Iguaçu, Brasil entre el 15 y el 19 de marzo de 2016 bajo la organización de la Federación Panamericana de Handball.. El torneo pone 3 plazas en juego para el Campeonato Mundial de balonmano Junior Femenino de 2016.

## Grupo Único
| Equipo    | PTS | J | G | E | P | GF  | GC  | DG  |
| --------- | --- | - | - | - | - | --- | --- | --- |
| Brasil    | 10  | 5 | 5 | 0 | 0 | 180 | 99  | +81 |
| Argentina | 8   | 5 | 4 | 0 | 1 | 158 | 104 | +54 |
| Chile     | 6   | 5 | 3 | 0 | 2 | 140 | 140 | 0   |
| Paraguay  | 4   | 5 | 2 | 0 | 3 | 137 | 154 | -17 |
| Uruguay   | 2   | 5 | 1 | 0 | 4 | 139 | 165 | -26 |
| Canadá    | 0   | 5 | 0 | 0 | 5 | 85  | 177 | -92 |

### Resultados
| Fecha      | Hora  | Partido³  | Partido³ | Partido³  | Resultado |
| ---------- | ----- | --------- | -------- | --------- | --------- |
| 15.03.2016 | 16:00 | Uruguay   | -        | Chile     | 31-32     |
| 15.03.2016 | 18:00 | Argentina | -        | Canadá    | 40-13     |
| 15.03.2016 | 20:00 | Brasil    | -        | Paraguay  | 38-18     |
| 16.03.2016 | 16:00 | Chile     | -        | Argentina | 23-33     |
| 16.03.2016 | 18:00 | Paraguay  | -        | Uruguay   | 39-32     |
| 16.03.2016 | 20:00 | Canadá    | -        | Brasil    | 08-43     |
| 17.03.2016 | 16:00 | Uruguay   | -        | Argentina | 23-31     |
| 17.03.2016 | 18:00 | Paraguay  | -        | Canadá    | 36-23     |
| 17.03.2016 | 20:00 | Brasil    | -        | Chile     | 33-21     |
| 18.03.2016 | 16:00 | Uruguay   | -        | Canadá    | 26-24     |
| 18.03.2016 | 18:00 | Chile     | -        | Paraguay  | 32-26     |
| 18.03.2016 | 20:00 | Argentina | -        | Brasil    | 25-27     |
| 19.03.2016 | 14:00 | Canadá    | -        | Chile     | 17-32     |
| 19.03.2016 | 16:00 | Argentina | -        | Paraguay  | 29-18     |
| 19.03.2016 | 18:00 | Brasil    | -        | Uruguay   | 39-27     |

| Brasil           |
| Campeón          |
| Brasil 7° título |

### Clasificación general
| 1. Brasil    |
| 2. Argentina |
| 3. Chile     |
| 4. Paraguay  |
| 5. Uruguay   |
| 6. Canadá    |

## Clasificados al Mundial 2016
| Bandera de Brasil | Bandera de Argentina | Bandera de Chile |
| Brasil            | Argentina            | Chile            |
| ----------------- | -------------------- | ---------------- |